# Flavius Caper
Flavius Caper war ein lateinischer Grammatiker des 2. Jahrhunderts n. Chr. 
Von ihm sind Fragmente zweier ansonsten verlorener Werke bekannt. Das eine trug den Titel De Lingua Latina, das andere hieß De Dubiis Generibus. Die Fragmente finden sich als Zitate bei jüngeren antiken Autoren, so bei Priscian, bei Charisius oder bei Servius.